# Konwój GP-55
Konwój GP55 – aliancki konwój morski płynący z Sydney do Brisbane w czerwcu 1943 podczas II wojny światowej. Składał się z dziesięciu statków handlowych i trzech okrętów desantowych, które płynęły w eskorcie pięciu trałowców. Japoński okręt podwodny I-174 zaatakował konwój 16 czerwca i zatopił transportowiec US Army „Portmar” oraz uszkodził USS LST-469. Kontratakując, dwa trałowce zaatakowały I-174, ale tylko lekko go uszkodziły.
Australijskie siły zbrojne po ataku intensywnie poszukiwały I-174, błędnie uważając, że został on ciężko uszkodzony. Poszukiwania nie odniosły sukcesu i ujawniły niedostatki w komunikacji pomiędzy australijską marynarką wojenną (Royal Australian Navy, RAN) i lotnictwem (Royal Australian Air Force, RAAF). Z powodu pogarszającej się sytuacji strategicznej Japonii, I-174 był ostatnim okrętem podwodnym Cesarskiej Marynarki Wojennej Japonii, który prowadził działania w pobliżu wschodniego wybrzeża Australii.

## Tło potyczki
W 1942 i 1943 japońskie okręty podwodne okresowo prowadziły działania na wodach otaczających Australię. Zespół miniaturowych okrętów podwodnych zaatakował Sydney Harbour w nocy z 31 maja na 1 czerwca 1942. Ataki na statki handlowe pływające w pobliżu wschodniego wybrzeża rozpoczęły się kilka dni później. Ataki te trwały do sierpnia 1942, kiedy to japońskie siły podwodne zostały przesunięte na inny akwen. I-174, okręt podwodny typu Kaidai, odbył 24-dniowy patrol w pobliżu Australii w lipcu i sierpniu 1942, ale nie zaatakował żadnej jednostki. W odpowiedzi na japońskie ataki australijskie władze morskie nakazały, aby wszystkie statki o masie powyżej 1200 ton i maksymalnej prędkości mniejszej niż 12 węzłów, od 8 czerwca podróżowały w konwojach. Konwoje odniosły sukces w minimalizowaniu strat i w 1942 żaden eskortowany statek nie został zatopiony w pobliżu Australii.

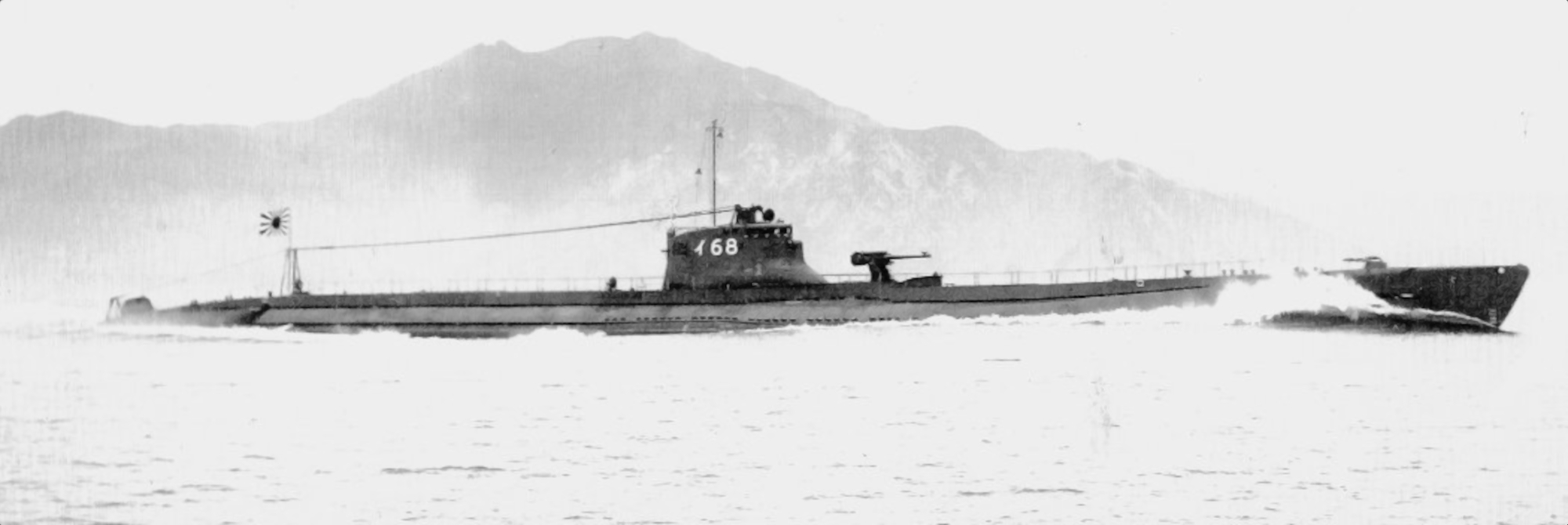
Japoński okręt podwodny I-168. I-174 należał do tego samego typu

Japońskie okręty podwodne wznowiły działania na wodach australijskich w styczniu 1943. I-21 w styczniu i lutym odbył patrol, w czasie którego zatopił pięć statków. Dwa inne okręty podwodne prowadziły działania w pobliżu Sydney i Brisbane w marcu. Pięć okrętów podwodnych z japońskiej 3 Eskadry Okrętów Podwodnych atakowało następnie aliancką żeglugę wzdłuż całego australijskiego wybrzeża w kwietniu i maju, próbując utrudnić aliantom zaopatrywanie Nowej Gwinei. Był to okres największej aktywności japońskich okrętów podwodnych przeciwko Australii. Dziewięć statków zostało zatopionych w pobliżu wschodniego wybrzeża w ciągu miesiąca. W przeciwieństwie do 1942, kilka ataków przeprowadzonych przeciwko jednostkom płynącym w konwojach zakończyło się powodzeniem.
Duża liczba japońskich ataków w 1943 spowodowała duże obciążenie alianckich sił odpowiedzialnych za ochronę żeglugi w pobliżu wschodniego wybrzeża Australii. Australijskie władze morskie były zmuszone zredukować liczbę konwojów po to, by eskorta każdego składała się przynajmniej z czterech okrętów. RAAF znacznie zwiększył także liczbę samolotów przeznaczonych do eskorty konwojów i statków płynących samotnie. Dalsze okręty i samoloty wyposażone w uzbrojenie przeciwpodwodne wkroczyły do akcji w maju, ale nadal nie były to siły adekwatne do rozmiaru sił japońskich.
Zatopienie okrętu szpitalnego AHS „Centaur” 14 maja 1943, wiążące się z dużymi stratami w ludziach, doprowadziło do tego, że Advisory War Council zażądała informacji od RAN i RAAF, jakie kroki podejmują, by chronić żeglugę. RAN stwierdziła, że korwety typu Bathurst), które stanowiły większość sił eskortowych, są zbyt powolne. Marynarka uważała jednak, że straty wśród jednostek konwojowanych nie są większe od ponoszonych na innych arenach wojennych. Pomimo zapewnień Marynarki, skuteczność australijskich sił przeciwpodwodnych była ograniczona przez zbyt małą ilość ćwiczeń oraz słabą koordynację pomiędzy RAN, RAAF i marynarką amerykańską (US Navy). Australijscy wojskowi nie dotrzymywali także kroku swoim brytyjskim i amerykańskim sojusznikom we wprowadzaniu w życie nowych taktyk ZOP, które udowodniły swoją skuteczność na innych frontach wojny morskiej.

## Atak na konwój
I-174 opuścił dużą japońską bazę morską na wyspie Truk 16 maja 1943. Dowódcą okrętu był porucznik Nobukiyo Nanbu. W pobliże Sandy Cape (Queensland) dotarł 27 maja. Był jedynym japońskim okrętem podwodnym prowadzącym działania w tym czasie w pobliżu Australii, wszystkie pozostałe okręty zwalczały jednostki pływające aliantów w pobliżu wysp Salomona. Okręt 1 czerwca przeprowadził nieudany atak torpedowy na amerykański statek „Point San Pedro”. Brał udział w walce artyleryjskiej z amerykańskim transportowcem „Edward Chambers” trzy dni później. 5 czerwca został przepędzony przez eskortę konwoju PG 53. 7 czerwca I-174 wystrzelił cztery torpedy w kierunku amerykańskiego statku typu Liberty „John Bartram”, ale wszystkie minęły się z celem. Kolejny konwój spostrzegł 13 czerwca, ale był zbyt daleko, by go zaatakować. W tym okresie był wielokrotnie atakowany przez alianckie okręty i samoloty, ale nie odniósł żadnych uszkodzeń.
Konwój GP55 został sformowany w połowie czerwca 1943 jako jeden z co najmniej 69 konwojów, które przepłynęły z Sydney do Brisbane w 1943. Składał się z 10 statków transportowych i 3 okrętów desantowych czołgów (LST). Był eskortowany przez korwety typu Bathurst: HMAS „Warrnambool” (na pokładzie którego znajdował się dowódca konwoju), HMAS „Bundaberg”, HMAS „Cootamundra”, HMAS „Deloraine” i HMAS „Kalgoorlie”. Po opuszczeniu Sydney o 8:45 rano 15 czerwca konwój uformował się w 5 kolumn z trzema statkami w centralnych kolumnach i dwoma statkami w brzegowych. Eskorta otoczyła konwój, cztery trałowce płynęły przed formacją, a „Deloraine” z tyłu. Samoloty RAAF typu Anson i Beaufort także stale patrolowały wody w pobliżu konwoju. Amerykański transportowiec „Portmar”, który został ciężko uszkodzony w czasie bombardowania Darwin 19 lutego 1942, miał kłopoty z utrzymaniem pozycji w formacji i z czasem zaczął pozostawać w tyle i oddalać się od innych statków.
I-174 spostrzegł konwój GP-55 około 35 mil na wschód od Smoky Cape o godzinie 16:37 16 czerwca. Okręt natychmiast rozpoczął przygotowania do ataku na jednostki alianckie i mógł w łatwy sposób przejść przez eskortę. W tym momencie „Portmar” próbował wrócić na swoją pozycję w szyku i przechodził w pobliżu okrętu desantowego USS LST-469. To sprawiło, że statki stanowiły idealny cel dla Nanbu w momencie, gdy mijały się. Okręt wystrzelił dwie torpedy o 17:20. Pojedyncza torpeda uderzyła w LST w pobliżu rufy dwie minuty później, powodując znaczne uszkodzenia oraz śmierć 26 marynarzy oraz ranienie 17. „Portmar” spostrzegł drugą torpedę i próbował jej uniknąć, ale nie udało się to, i został trafiony w prawą burtę. Ładunek statku, składający się z materiałów napędowych i amunicji, szybko zaczął się palić i statek zatonął w ciągu dziesięciu minut. Jeden z członków załogi i pasażer zostali zabici, ale 71 ocalało (w tym 4 rannych) i zostało uratowanych przez trałowiec „Deloraine”. Pomimo utraty sterowności LST-469 pozostał na powierzchni i został wzięty na hol przez trałowiec. Atak I-174 na konwój GP-55 był prawdopodobnie najskuteczniejszym atakiem japońskiego okrętu podwodnego w pobliżu Australii.
Podczas gdy „Deloraine” zmierzał ku storpedowanym statkom, pozostałe cztery trałowce podjęły próbę zlokalizowania wroga. I-174 nie został wykryty w czasie zbliżania się do konwoju i po ataku australijskie okręty zmieniły swoje kursy, by przeszukać za pomocą sonarów obszar, w którym według nich znajdował się wróg. Było to zgodne z taktyką ostatnio zaadaptowaną przez RAN, po tym jak okazała się ona skuteczna w bitwie o Atlantyk. „Warrnambool” wykrył okręt podwodny 23 minuty po ataku i wraz z „Kalgoorlie” przeprowadził cztery ataki bombami głębinowymi na I-174 w ciągu dwóch godzin, do momentu utraty kontaktu. Anson z 71 Dywizjonu eskortował konwój w momencie, gdy dwa statki zostały storpedowane, ale z powodu braku paliwa musiał zawrócić do bazy krótko po ataku. Podczas gdy załogi trałowców uważały, że zatopiły wroga, został on tylko lekko uszkodzony i wycofał się na wschód. Australijska porażka przy próbie zatopienia wroga była spowodowana brakiem doświadczenia i zbyt małą liczbą okrętów, która uniemożliwiała zastosowanie adekwatnego schematu poszukiwań.
Po przerwaniu ataku „Warrnambool” dołączył do konwoju, podczas gdy „Kalgoorlie” pomagał „Deloraine” w chronieniu uszkodzonego okrętu desantowego. Pogarszająca się pogoda spowodowała zerwanie holu pomiędzy „Deloraine” a LST-469. Trałowiec udał się do pobliskiego portu w Coffs Harbour z rozbitkami z „Portmar” i rannymi z LST. Holownik HMAS „Reserve” został wysłany z Brisbane 16 czerwca, aby odholować uszkodzoną jednostkę do Sydney. Do portu tego dotarli 20 czerwca. LST-469 przewoził żołnierzy i zaopatrzenie dla operacji Chronicle, amfibijnego lądowania 30 czerwca na wyspach Woodlark i Kiriwina. Operacja ta została utrudniona przez silne uszkodzenie jednostki.

## Konsekwencje ataku
Po ataku australijski dowódca marynarki (ang. Chief of Naval Staff), admirał Sir Guy Royle, stwierdził, że okręt podwodny został uszkodzony i rozkazał podjąć „specjalne kroki”, by go odszukać. RAAF przeprowadził lotnicze poszukiwania na powierzchni 80 mil kwadratowych na południowy wschód od Coffs Harbour nocą 16/17 czerwca, podczas gdy „Deloraine”, „Kalgoorlie” oraz świeżo przybyły niszczyciel HMAS „Vendetta” patrolowały obszar. 17 czerwca samolot Anson został przydzielony do patrolowania najbardziej prawdopodobnych dróg ucieczki z nadzieją na to, że zmusi to wroga do pozostawania w zanurzeniu w ciągu dnia i płynięcia na powierzchni w ciągu nocy. Beauforty wyposażone w radar zastąpiły Ansony po zmroku i kontynuowały poszukiwania.

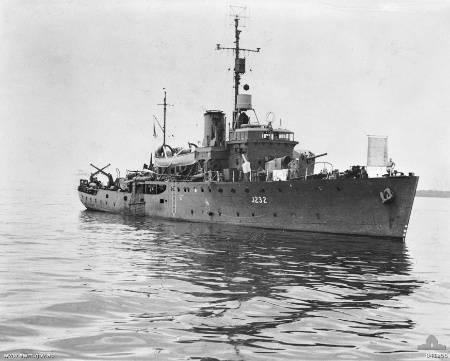
HMAS „Deloraine”

Rankiem 18 czerwca dwa Beauforty z 32 Dywizjonu RAAF zaatakowały bombami i ogniem maszynowym obiekt, który wzięły za okręt podwodny. „Deloraine” był mniej niż sześć mil od miejsca ataku RAAF, ale nie odpowiedział na wielokrotnie ponawiane próby kontaktu ze strony samolotów. Beauforty zameldowały, że uszkodziły wroga i 19 czerwca usilnie starano się zlokalizować i zatopić wroga. Dwanaście Ansonów stale przeszukiwało morze, podczas gdy sześć bombowców nurkujących Vengeance czekało w gotowości w pobliżu. Nie znaleziono jednak żadnych celów, więc założono, że mimo iż wróg został uszkodzony przez samolot z 32 Dywizjonu, zdołał uciec. Cel spostrzeżony 18 czerwca nie mógł jednak być okrętem podwodnym, ponieważ I-174 był przynajmniej 60 mil na wschód w momencie ataku, a żaden atak o tej porze nie został zapisany w dzienniku okrętowym. Okręt otrzymał rozkaz opuszczenia wód australijskich 20 czerwca i wrócił do Truk 1 lipca. Nie nawiązał kontaktu z innymi alianckimi statkami bądź samolotami po ataku na GP-55.
Porażka współpracy RAAF i RAN przy poszukiwaniu uszkodzonego wroga doprowadziła do tego, że Royle nakazał przeprowadzenie śledztwa w sprawie ataku. Jednym z jego wyników było stwierdzenie, że przerwy w komunikacji pomiędzy tymi dwiema służbami były główną przyczyną porażki. Także morskie oraz lotnicze centrale komunikacyjne w Sydney popełniły błędy proceduralne. Kontradmirał Gerard Muirhead-Gould, oficer morski w dowództwie regionu Sydney, zauważył także, że komunikacja pomiędzy RAN i RAAF była niezadowalająca także na wyższych szczeblach. Stwierdził też, że procedury komunikacyjne używane w operacjach przeciwpodwodnych nie są dobrze znane lub zrozumiane. Sugerował, by RAN utworzyło pozycję Dowódcy Grupy Jednostek Eskortowych (ang. Commander Escort Vessels Group), by lepiej zorganizować i dowodzić eskortą i koordynować jej taktykę.
Atak na konwój GP-55 był ostatnim atakiem przeprowadzonym przez japoński okręt podwodny w pobliżu wschodniego wybrzeża Australii. Dwa okręty podwodne zostały wyznaczone do operowania w pobliżu Australii w lipcu 1943, ale zostały zawrócone w kierunku wysp Salomona na krótko przed dotarciem w pobliże terenów operacyjnych. Później japońskie okręty podwodne musiały skupić się na obronie przed kolejnymi alianckimi ofensywami oraz dostarczaniu zapasów izolowanym garnizonom. Po tym jak zagrożenie dla żeglugi zmalało, RAN zaprzestała 7 grudnia 1943 tworzenia konwojów na wodach na południe od Newcastle (Nowa Południowa Walia), a 10 lutego 1944 konwojów na obszarze Sydney–Brisbane.